# Matías Zaldivia
Matías Zaldivia (San Isidro, Argentina, 22 de enero de 1991) es un futbolista profesional argentino nacionalizado chileno, que se desempeña como defensor central y su club actual es Universidad de Chile de la Primera División de Chile.

## Trayectoria

### Chacarita Juniors
Formado en las divisiones menores de Chacarita Juniors, debutó profesionalmente el 22 de octubre de 2010, por la Primera B Nacional de Argentina, en la derrota 0-1 de su equipo en condición de local ante CAI, siendo titular con tan solo 19 años.
Chacarita Juniors tuvo una mala temporada en la Primera División 2009-10, descendiendo a Primera B Nacional, segunda categoría del fútbol argentino. Ya en segunda división, y en su primera temporada como profesional, disputó 18 partidos durante la Primera B Nacional 2010-11, siendo titular en 16 de estos duelos, jugando un total de 1425 minutos. Al finalizar la temporada, su equipo terminó en la 16.ª posición, con 44 puntos en 38 compromisos.
La Primera B Nacional 2011-12 sería aún peor, ya que, lamentablemente, Chacarita Juniors terminó en la última posición con 38 puntos, descendiendo así a tercera división. En dicho certamen, el jugador estuvo presente en 27 partidos, 26 de ellos como titular, más otros 4 duelos jugados por Copa Argentina.
Tras ser uno de los pocos jugadores destacados en la triste campaña de su equipo, es contratado por Arsenal de Sarandí, actual campeón de la Primera División, en agosto de 2012.

### Arsenal de Sarandí
En su estadía en el club se consagró campeón de la Copa Argentina 2012-13 y de la Supercopa Argentina 2012. Además, disputó la Copa Libertadores 2014 y la Copa Sudamericana 2015.
Durante el año 2014 no sumó muchos minutos. Sin embargo, poco a poco fue ganándose la confianza de Martín Palermo, director técnico de Arsenal, y con buenas actuaciones se convirtió en una alternativa en la oncena titular, tanto en el centro del campo de juego, como en la zaga. Luego gracias a notables actuaciones toman contacto desde el otro lado de la cordillera para reforzar la defensa de Colo-Colo.

### Colo-Colo
El 21 de julio de 2015 se confirma su fichaje por Colo-Colo de la Primera División de Chile, siendo presentado oficialmente al día siguiente, llegando desde el Arsenal de Sarandí cedido por todo 2015 por un año con opción de compra.

#### 2015

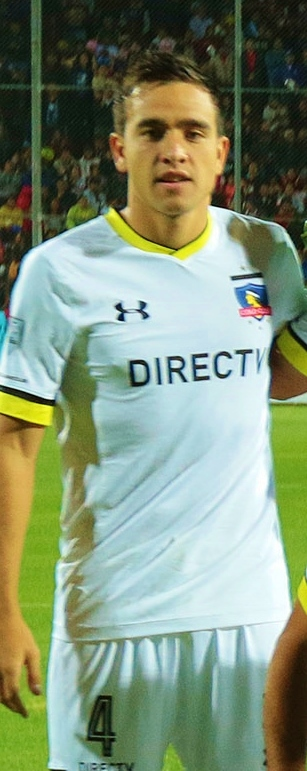
Zaldivia con Colo Colo en 2016

Su debut se produjo el 2 de agosto, en un partido válido por la 4.ª fecha del Clausura 2016, que enfrentó a Deportes Iquique y Colo-Colo en el Estadio Tierra de Campeones, en el cual ingresó a los 65' de juego en reemplazo de Martín Rodríguez, y que finalizaría con un empate 0 a 0.
El 18 de febrero los albos debutaban en la Copa Libertadores 2016 enfrentando a Independiente del Valle en Sangolqui, empate 0-0 y jugó los 90 minutos. Anotó su primer gol el 6 de marzo, por la jornada 8 del mismo campeonato, en el clásico ante Universidad Católica, el cual Colo-Colo ganó por 3-0. El 20 de marzo jugaba su primer clásico del fútbol chileno enfrentando a la Universidad de Chile en el Estadio Nacional, en un empate 0-0. El 14 de abril los albos quedarían eliminados de la Copa Libertadores 2016 tras empatar en la última en el Estadio Monumental con Independiente del Valle 0-0 y quedando nuevamente en fase de grupos, jugó 4 partidos en esa competición internacional. En el Clausura 2016 los albos terminaron segundos y jugó 11 partidos y anotó 1 gol.
El 21 de agosto anotó un gol en el empate 2-2 frente a Huachipato por el Apertura 2016, el 26 de agosto sería expulsado en la derrota por 0-2 frente a Deportes Iquique, recibiendo una fecha de castigo y perdiéndose el duelo ante Antofagasta. El 2 de octubre de 2016 se jugaba el derbi N°180 del clásico del fútbol chileno, los albos vencerían por 2-0 a la U en el Estadio Monumental y alargarían a 16 años sin perder ante el archirrival en el monumental. El 14 de diciembre obtiene la Copa Chile 2016 con el conjunto albo, título que el equipo no conseguía desde 1996, tras golear por 4-0 a Everton en la final. En el Apertura 2016 jugó 13 partidos y anotó 1 gol, mientras que por la Copa Chile jugó 9 encuentros y ganó su primer título con el club, en el primer semestre de la Temporada 2016-2017 jugó 22 partidos y marcó 1 diana.

#### 2017
El 1 de febrero de 2017, en el partido de ida de la segunda fase de la Copa Libertadores 2017, disputado en el Estadio Nilton Santos de Río de Janeiro entre Botafogo y Colo-Colo (los albos caerían 2-1 en Brasil y empatarían 1-1 en Chile), el jugador tuvo que ser reemplazado a los 18 minutos por Gonzalo Fierro tras sufrir la rotura completa aguda de ligamento cruzado anterior y la lesión de cuerno posterior de menisco interno, lo cual lo tendrá durante 6 meses alejado de las canchas, no siendo inscrito para disputar el Clausura 2017 con el conjunto albo.
En julio de 2017, mientras estaba lesionado Colo-Colo compró el 50% del pase restante que le quedaba a Arsenal en 250 mil dólares, por ende los albos se quedaron con el 100% de su pase, además el argentino renovó por cuatro años hasta 2021.
Luego de seis meses de recuperación, el 2 de agosto de 2017 volvió a ser convocado por Pablo Guede para el partido ante Deportes La Serena válido por la vuelta de la primera fase de la Copa Chile 2017, en donde Colo-Colo goleó 4 a 0, remontando un 4 a 1 en contra de la ida, avanzando de ronda. Sin embargo, el jugador vio todo el encuentro desde el banco de suplentes. Cuatro días más tarde, se produjo su anhelado retorno a las canchas, enfrentando a O'Higgins por la 2° fecha del Torneo de Transición en el Estadio El Teniente de Rancagua, encuentro en el que fue titular y disputó los 90', cumpliendo una correcta actuación como líbero por la banda derecha, y donde Colo-Colo se llevó una victoria 3 a 1 con goles de Jaime Valdés, Fernando Meza y Jorge Valdivia.
El 27 de agosto se jugaba el Superclásico 182 entre albos y azules en el Monumental, los albos vencieron por 4-1 a la "U" y jugó todo el encuentro como líbero por derecha cumpliendo una gran actuación como el resto de sus compañeros, además Colo-Colo estiraba a 16 años sin conocer derrotas ante el archirrival de local.
El 3 de septiembre, por los octavos de final vuelta de la Copa Chile 2017 Colo Colo caería eliminado ante el modesto Deportes Iberia por 2-0 en el Monumental (5-2 a favor de los blaugrana), en dicho partido Zaldivia volvió a jugar como líbero por derecha y sufrió una expulsión al minuto 90+1', el 28 de octubre Colo Colo seguía a la caza de los punteros enfrentado a Deportes Temuco en el Estadio Germán Becker de Temuco por la fecha 12 del Transición 2017 los albos cederían terreno en el torneo y caerían por 1-0 ante los sureños con gol de penal de Cris Martínez, en aquella tarde fue expulsado por doble amarilla al minuto 81' tras cometer una infracción dentro del área (posterior penal y gol de Temuco), además de Matias, Benjamín Berríos y Esteban Paredes también fueron expulsados.
El 3 de diciembre por la antepenúltima fecha del torneo nacional, Colo Colo, la Unión y la "U" jugaban en simultáneo por el título si los albos ganaban en casa y la Unión y la U perdían se consagraban campeones, en un monumental repleto Colo Colo tuvo que sufrir más de la cuenta para vencer 3-2 al equipo que estaba luchando por no descender Curicó Unido, Zaldivia anotó el 2-1 de cabeza al 48' haciendo estallar al monumental, además Octavio Rivero y Esteban Paredes anotaron los goles del triunfo, también ese fue el primer gol de argentino desde su lesión en los ligamentos, por otro lado la Unión y la U ganaron por lo que todo tuvo que definirse en la última fecha, una semana después el 9 de diciembre se jugaba la última y decisiva fecha del Transición 2017 nuevamente Colo Colo, la Unión y la U jugaban en simultáneo esta vez sí los "albos" ganaban se titulaban campeones, en el Estadio Alcaldesa Ester Roa Rebolledo de Concepción en el sur los albos golearon por 3-0 a Huachipato con goles de Valdés (penal), Rivero y Orellana bajando su estrella 32 de su historia.
Jugó 11 de los 15 partidos por el Torneo de Transición anotando 1 gol y siempre jugando como líbero por derecha, junto a Julio Barroso (líbero) y Fernando Meza (líbero por izquierda) lograron ser la defensa menos batida del torneo, mientras que por la Copa Chile 2017 jugó un solo encuentro. Además en la temporada 2017 conquistó la Supercopa de Chile 2017 y el Torneo de Transición 2017.

### Universidad de Chile
El 14 de diciembre de 2022 se confirma su fichaje por Club Universidad de Chile de la Primera División de Chile, siendo presentado oficialmente al 16 de diciembre del mismo año, llegando desde el archirrival Colo Colo.

## Selección nacional

### Selecciones menores
Fue convocado por el entrenador Eduardo Berizzo para ser parte de la sub-23, para participar en los Juegos Panamericanos de 2023.

#### Participaciones en Juegos
| Competición               | Sede     | Resultado        | Partidos | Goles | Asist. |
| ------------------------- | -------- | ---------------- | -------- | ----- | ------ |
| Juegos Panamericanos 2023 | Santiago | Medalla de plata | 5        | 0     | 0      |

#### Detalles de partidos
| Partidos internacionales con Selección Chilena Sub-23 | Partidos internacionales con Selección Chilena Sub-23 | Partidos internacionales con Selección Chilena Sub-23 | Partidos internacionales con Selección Chilena Sub-23 | Partidos internacionales con Selección Chilena Sub-23 | Partidos internacionales con Selección Chilena Sub-23 | Partidos internacionales con Selección Chilena Sub-23 | Partidos internacionales con Selección Chilena Sub-23 | Partidos internacionales con Selección Chilena Sub-23 |
| N.º                                                   | Fecha                                                 | Estadio                                               | Local                                                 | Resultado                                             | Visitante                                             | Goles                                                 | Asist.                                                | Competición                                           |
| ----------------------------------------------------- | ----------------------------------------------------- | ----------------------------------------------------- | ----------------------------------------------------- | ----------------------------------------------------- | ----------------------------------------------------- | ----------------------------------------------------- | ----------------------------------------------------- | ----------------------------------------------------- |
| 1                                                     | 23 de octubre de 2023                                 | Sausalito, Viña del Mar, Chile                        | Chile                                                 | 1-0                                                   | México                                                |                                                       |                                                       | Juegos Panamericanos 2023                             |
| 2                                                     | 26 de octubre de 2023                                 | Elías Figueroa, Valparaíso, Chile                     | Chile                                                 | 1-0                                                   | Uruguay                                               |                                                       |                                                       | Juegos Panamericanos 2023                             |
| 3                                                     | 29 de octubre de 2023                                 | Sausalito, Viña del Mar, Chile                        | Chile                                                 | 5-0                                                   | República Dominicana                                  |                                                       |                                                       | Juegos Panamericanos 2023                             |
| 4                                                     | 1 de noviembre de 2023                                | Elías Figueroa, Valparaíso, Chile                     | Chile                                                 | 1-0                                                   | Estados Unidos                                        |                                                       |                                                       | Juegos Panamericanos 2023                             |
| 5                                                     | 4 de noviembre de 2023                                | Sausalito, Viña del Mar, Chile                        | Chile                                                 | 1-1 (t. s.) 2-4p                                      | Brasil                                                |                                                       |                                                       | Juegos Panamericanos 2023                             |
| Total                                                 | Total                                                 | Total                                                 | Presencias                                            | 5                                                     | Goles                                                 | 0                                                     | 0                                                     |                                                       |

### Partidos internacionales
Actualizado hasta el 17 de octubre de 2023.
| Partidos internacionales | Partidos internacionales | Partidos internacionales               | Partidos internacionales | Partidos internacionales | Partidos internacionales | Partidos internacionales | Partidos internacionales | Partidos internacionales | Partidos internacionales |
| N.º                      | Fecha                    | Estadio                                | Local                    | Resultado                | Visitante                | Goles                    | Asistencias              | DT                       | Competición              |
| ------------------------ | ------------------------ | -------------------------------------- | ------------------------ | ------------------------ | ------------------------ | ------------------------ | ------------------------ | ------------------------ | ------------------------ |
| 1                        | 11 de junio de 2023      | Ester Roa Rebolledo, Concepción, Chile | Chile                    | 3-0                      | Cuba                     |                          |                          | Eduardo Berizzo          | Amistoso                 |
| Total                    | Total                    | Total                                  | Presencias               | 1                        | Goles                    | 0                        |                          |                          |                          |

| Selección chilena | Selección chilena | Selección chilena |
| Año               | Partidos          | Goles             |
| ----------------- | ----------------- | ----------------- |
| 2023              | 1                 | 0                 |
| Total             | 1                 | 0                 |

## Estadísticas

### Clubes
| Club                         | Div.          | Temporada     | Liga  | Liga  | Copas nacionales | Copas nacionales | Torneos internacionales | Torneos internacionales | Total | Total |
| Club                         | Div.          | Temporada     | Part. | Goles | Part.            | Goles            | Part.                   | Goles                   | Part. | Goles |
| ---------------------------- | ------------- | ------------- | ----- | ----- | ---------------- | ---------------- | ----------------------- | ----------------------- | ----- | ----- |
| Chacarita Juniors Argentina  | 2.ª           | 2010-11       | 18    | 0     | —                | —                | —                       | —                       | 18    | 0     |
| Chacarita Juniors Argentina  | 2.ª           | 2011-12       | 27    | 0     | 4                | 0                | —                       | —                       | 31    | 0     |
| Chacarita Juniors Argentina  | Total club    | Total club    | 45    | 0     | 4                | 0                | 0                       | 0                       | 49    | 0     |
| Arsenal de Sarandí Argentina | 1.ª           | 2013-13       | —     | —     | 3                | 0                | —                       | —                       | 3     | 0     |
| Arsenal de Sarandí Argentina | 1.ª           | 2013-14       | 30    | 0     | 1                | 0                | 4                       | 1                       | 35    | 1     |
| Arsenal de Sarandí Argentina | 1.ª           | 2014-15       | 29    | 1     | 1                | 0                | 2                       | 0                       | 32    | 1     |
| Arsenal de Sarandí Argentina | Total club    | Total club    | 59    | 1     | 5                | 0                | 6                       | 1                       | 70    | 2     |
| Colo-Colo · Chile            | 1.ª           | 2015-16       | 11    | 1     | —                | —                | 4                       | 0                       | 15    | 1     |
| Colo-Colo · Chile            | 1.ª           | 2016-17       | 13    | 1     | 9                | 0                | 1                       | 0                       | 23    | 1     |
| Colo-Colo · Chile            | 1.ª           | 2017          | 12    | 1     | 1                | 0                | —                       | —                       | 13    | 1     |
| Colo-Colo · Chile            | 1.ª           | 2018          | 27    | 2     | 2                | 0                | 10                      | 0                       | 39    | 2     |
| Colo-Colo · Chile            | 1.ª           | 2019          | 12    | 0     | 4                | 0                | 2                       | 0                       | 18    | 0     |
| Colo-Colo · Chile            | 1.ª           | 2020          | 1     | 0     | —                | —                | —                       | —                       | 1     | 0     |
| Colo-Colo · Chile            | 1.ª           | 2021          | 13    | 0     | 1                | 0                | —                       | —                       | 14    | 0     |
| Colo-Colo · Chile            | 1.ª           | 2022          | 21    | 2     | 4                | 0                | 4                       | 0                       | 29    | 2     |
| Colo-Colo · Chile            | Total club    | Total club    | 110   | 7     | 21               | 0                | 21                      | 0                       | 152   | 7     |
| Universidad de Chile · Chile | 1.ª           | 2023          | 23    | 0     | 2                | 1                | —                       | —                       | 25    | 1     |
| Universidad de Chile · Chile | 1.ª           | 2024          | 27    | 2     | 8                | 3                | —                       | —                       | 35    | 5     |
| Universidad de Chile · Chile | 1.ª           | 2025          | 17    | 2     | 4                | 1                | 8                       | 2                       | 29    | 5     |
| Universidad de Chile · Chile | Total club    | Total club    | 67    | 4     | 14               | 5                | 8                       | 2                       | 89    | 11    |
| Total carrera                | Total carrera | Total carrera | 278   | 13    | 44               | 5                | 35                      | 3                       | 357   | 20    |
| 1. 2. 3.                     |               |               |       |       |                  |                  |                         |                         |       |       |

## Palmarés

### Campeonatos nacionales
| Título              | Equipo               | País      | Año    |
| ------------------- | -------------------- | --------- | ------ |
| Copa Argentina      | Arsenal de Sarandí   | Argentina | 2013   |
| Supercopa Argentina | Arsenal de Sarandí   | Argentina | 2012   |
| Copa Chile          | Colo-Colo            | Chile     | 2016   |
| Supercopa de Chile  | Colo-Colo            | Chile     | 2017   |
| Primera División    | Colo-Colo            | Chile     | 2017-T |
| Supercopa de Chile  | Colo-Colo            | Chile     | 2018   |
| Copa Chile          | Colo-Colo            | Chile     | 2019   |
| Copa Chile          | Colo-Colo            | Chile     | 2021   |
| Supercopa de Chile  | Colo-Colo            | Chile     | 2022   |
| Primera División    | Colo-Colo            | Chile     | 2022   |
| Copa Chile          | Universidad de Chile | Chile     | 2024   |